# Анархизам у Русији
Анархизам у Русији има своје корене у раним системима узајамне помоћи средњовековних република и касније у народном отпору царској аутократији и кметству. Кроз историју радикализма током раног 19. века, анархизам се развио из незадовољства популистичких и нихилистичких покрета реформама владе тог времена.
Први Рус који се идентификовао као анархиста био је револуционарни социјалиста Михаил Бакуњин, који је постао оснивач модерног анархистичког покрета у оквиру Међународног удружења радника (ИВА). У контексту поделе унутар ИВА између марксиста и анархиста, Руска организација Земља и слобода такође се поделила између марксистичке фракције која је подржавала политичку борбу и анархистичке фракције која је подржавала „пропаганду дела“, од којих је последња да организује атентат на Александра II.
Конкретно анархистичке групе као што је Црна застава почеле су да се појављују на прелазу из 20. века, што је кулминирало учешћем анархиста у руским револуцијама 1905. и 1917. Иако су у почетку подржавали бољшевике, многи анархисти су се окренули против њих након Уговором из Брест-Литовска, покренувши „Трећу револуцију“ против владе са намером да се обнови совјетска демократија. Али овај покушај револуције је сломљен до 1921. године, коначно окончан гушењем Кронштатске побуне и поразом Црне армије у Украјини.
Анархистички покрет је живео у време Совјетског Савеза у малим џеповима, углавном унутар Гулага где су слани анархистички политички затвореници, али до касних 1930-их његова стара гарда је или побегла у изгнанство, умрла или нестала током Велике чистке. Након бројних устанака након Стаљинове смрти, слободарски комунизам је почео да се реконституише унутар дисидентског покрета за људска права, а до тренутка распада Совјетског Савеза, анархистички покрет се поново појавио у јавној сфери. У данашње време, анархисти чине део опозиционог покрета влади Владимира Путина.

## Историја

### Бакуњин
Године 1848. по повратку у Париз, Михаил Бакуњин је објавио ватрену тираду против Русије, која је изазвала његово протеривање из Француске. Револуционарни покрет 1848. дао му је прилику да се придружи радикалној кампањи демократске агитације, а због учешћа у Мајском устанку у Дрездену 1849. ухапшен је и осуђен на смрт. Смртна казна је, међутим, преиначена у доживотни затвор, и на крају је предат руским властима, које су га затвориле и коначно послале у Источни Сибир 1857. године.
Бакуњин је добио дозволу да се пресели у Амурску област, где је почео да сарађује са својим рођаком генералом грофом Николајем Муравјовом-Амурским, који је десет година био гувернер Источног Сибира. Када је Муравјов смењен са положаја, Бакуњин је изгубио стипендију. Успео је да побегне, вероватно у договору са властима, и преко Јапана и Сједињених Држава пробио се у Енглеску 1861. Остатак живота провео је у егзилу у западној Европи, углавном у Швајцарској.
У јануару 1869. Сергеј Нечајев је ширио лажне гласине о свом хапшењу у Санкт Петербургу, а затим је отишао у Москву пре него што је отишао у иностранство. У Женеви се претварао да је представник револуционарног комитета који је побегао из Петропавловске тврђаве, а добио је поверење револуционара у избеглиштву Михаила Бакуњина и његовог пријатеља Николаја Огарјева.
Бакуњин је одиграо истакнуту улогу у развоју и разради теорије анархизма и у вођењу анархистичког покрета. Оставио је дубок траг у покрету руских „револуционарних пучана“ 1870-их.
Године 1873. Петар Кропоткин је ухапшен и затворен, али је 1876. побегао и отишао у Енглеску, да би се после кратког боравка преселио у Швајцарску, где се придружио Јура федерацији (Бакуњиновој фракцији). Године 1877. отишао је у Париз, где је помогао да се тамо покрене анархистички покрет. Вратио се у Швајцарску 1878. године, где је уређивао револуционарне новине за федерацију Јура под називом Ле Револте, а потом је објављивао и разне револуционарне памфлете.

### Нихилизам
После покушаја атентата, гроф Михаил Таријелович Лорис-Меликов је постављен за шефа Врховне извршне комисије и добио је изванредна овлашћења за борбу против револуционара. Предлози Лорис-Меликова захтевали су неки облик парламентарног тела, а чинило се да се цар Александар Николајевич сложио; међутим, ови планови никада нису остварени од 13. марта (1. марта по старом) 1881. године, Александар је убијен: возећи се једном од централних улица Санкт Петербурга, у близини Зимског дворца, смртно је рањен од ручно рађених граната и умро неколико сати касније. Завереници Николај Кибалчич, Софија Перовскаја, Николај Рисаков, Тимофеј Михајлов и Андреј Жељабов су сви ухапшени и осуђени на смрт. Хесија Хелфман је послата у Сибир. Атентатор је идентификован као Игнације Хрињевицки, који је погинуо током напада.

### Толстојански покрет
Иако себе није називао анархистом, Лав Толстој (1828-1910) је у својим каснијим списима формулисао филозофију која се сводила на заговарање отпора држави и утицала на светски развој анархизма, као и на пацифизам широм света. У низу књига и чланака, Толстој је користио хришћанска јеванђеља као полазну тачку за идеологију која је држала насиље као крајње зло.
Толстој је исповедао презир према приватном власништву над земљом, али је његов анархизам првенствено лежао у његовом мишљењу да држава у суштини постоји као инструмент принудне силе, коју је сматрао антитезом свих верских учења. Једном је написао: „Човек који безусловно унапред обећава да ће се повиновати законима које доносе и које ће донети људи, самим тим обећањем се одриче хришћанства.“
Током 1880-их, Толстојев пацифистички анархизам је стекао следбенике у Русији. У наредним деценијама, толстојански покрет, који сам Толстој није очекивао или подстицао, проширио се Русијом и другим земљама. Отпор рату је имао посебно значење у Русији пошто је цар Александар увео обавезну војну службу 1874. Од 1880-их до почетка 20. века, све већи број младића одбијао је војну службу на основу толстојанског моралног приговора рату. Такви поступци су покретали Толстоја, а он је често учествовао у одбрани мирних приговарача на суду.
Многи људи инспирисани Толстојевом верзијом хришћанског морала основали су пољопривредне комуне у разним деловима Русије, удружујући своје приходе и производећи сопствену храну, склониште и добра. Толстој је ценио такве напоре, али је понекад критиковао ове групе због изолације од остатка земље, сматрајући да су комуне учиниле мало да допринесу светском мировном покрету.
Иако су се Толстојеви поступци често разликовали од идеала које је себи поставио (на пример, поседовао је велико имање), његови следбеници су наставили да промовишу Толстојеву визију светског мира и након његове смрти 1910. године.

### Индивидуалистички анархизам
Индивидуалистички анархизам је био једна од три категорије анархизма у Русији, заједно са истакнутијим анархокомунизмом и анархосиндикализмом. Редови руских индивидуалистичких анархиста били су претежно из интелектуалног круга и радничке класе. За анархистичког историчара Пола Авриха: „Два водећа експонента индивидуалистичког анархизма, оба са седиштем у Москви, били су Алексеј Алексејевич Боровој и Лев Черњи (Павел Дмитријевич Турчанинов). Од Ничеа су наследили жељу за потпуним преокретом свих вредности које је прихватило буржоаско друштво политички , моралне и културне. Штавише, под снажним утицајем Макса Штирнера и Бенџамина Такера, немачких и америчких теоретичара индивидуалистичког анархизма, захтевали су потпуно ослобађање људске личности од окова организованог друштва.“
Неки руски индивидуалисти-анархисти „нашли су крајњи израз свог друштвеног отуђења у насиљу и злочину, други су се везали за авангардне књижевне и уметничке кругове, али је већина остала „филозофски“ анархисти који су водили анимиране салонске дискусије и разрађивали своје индивидуалистичке теорије у тешким часописе и књиге.“
Лев Черњи је био важан индивидуалистички анархиста укључен у отпор против успона на власт бољшевичке партије. Придржавао се углавном Штирнера и идеја Бенџамина Такера. Године 1907. објавио је књигу под насловом Асоцијацијски анархизам, у којој се залагао за „слободно удруживање независних појединаца“. По повратку из Сибира 1917. уживао је велику популарност међу московским радницима као предавач. Черњи је такође био секретар Московске федерације анархистичких група, која је формирана у марту 1917. Био је заговорник „заузимања приватних кућа“, што је била активност коју су анархисти после Октобарске револуције видели као директну експропријацију буржоазије. Преминуо је након што је оптужен за учешће у епизоди у којој је ова група бомбардовала седиште Московског комитета Комунистичке партије. Иако највероватније није био стварно умешан у бомбардовање, вероватније је да је умро од последица мучења.
Черњи се залагао за ничеанско рушење вредности буржоаског руског друштва, и одбацио добровољне комуне анархо-комунисте Петра Кропоткина као претњу слободи појединца. Након објављивања књиге, Черњи је био прогнан у Сибир под руским царским режимом због својих револуционарних активности.
С друге стране, Алексеј Боровој (1876?-1936) био је професор филозофије на Московском универзитету, „даровити говорник и аутор бројних књига, памфлета и чланака који су покушавали да помире индивидуалистички анархизам са доктринама синдикализма“. Написао је, између осталих теоријских радова, Анархизам 1918. непосредно после Октобарске револуције и Анархизам и право.

### Револуција 1905.
Прве анархистичке групе које су привукле значајније следбенике руских радника или сељака биле су анархо-комунистичке групе Черное-Знамија, основане у Бјалистоку 1903. Оне су црпе своју подршку углавном од осиромашених и прогоњених радничких Јевреја са „Пале“ -места на западним границама Руске империје где је Јеврејима „дозвољено“ да живе. Черное знамије извршиле су свој први напад 1904. године, када је Нисан Фарбер, одани члан групе, избо индустријалца који је разбио штрајкове на јеврејски дан помирења. Черное знамија, левичарски есери и ционисти из Биалистока окупили су се у шуми да одлуче о својој следећој акцији. На крају састанка повици "Живела социјална револуција" и "Живела анархија" привукли су полицију на тајни састанак. Уследило је насиље, због чега су многи револуционари ухапшени или рањени. У знак освете, Нисан Фарбер је бацио бомбу домаће израде на полицијску станицу, убио се и ранио многе. Убрзо је постао револуционарни мученик анархиста, а када је у Санкт Петербургу избила Крвава недеља, његове акције су почели да имитирају остатак Черное знамије. Први циљ је био набавка оружја. Претресене су полицијске станице, продавнице оружја и арсенали, а њихове залихе су украдене. Постављене су лабораторије за бомбе, а новац прикупљен од експропријације ишао је за куповину додатног оружја из Беча. Биалисток је постао ратна зона, готово свакодневно анархистички напад или полицијска репресија. Јекатеринослав, Одеса, Варшава и Баку постали су сведоци све више и више задржавања пуцњаве и напетих пуцњава. Штапови динамита бацани су у фабрике или виле најомраженијих капиталиста. Радници су подстицани да свргну своје шефове и сами управљају фабриком. Радници и сељаци широм Царства су прихватили овај савет к срцу и спорадични устанци у забаченим селима постали су уобичајен призор. Посебно западна погранична подручја – градови руске Пољске, Украјине и Литваније распламсали су се у гневу и мржњи.
Револуција на Палама је достигла крвави врхунац у новембру и децембру 1905. бомбардовањем хотела Бристол у Варшави и кафеа Либман у Одеси. Након гушења Децембарског устанка у Москви, анархисти су се на неко време повукли, али су се убрзо вратили Револуцији. Чак су и мали градови и села на селу имали своје анархистичке борбене групе. Али плима се окренула против револуционара. Царски министар Столипин је 1907. године кренуо у свој нови програм „пацификације“. Полиција је добила још оружја, наређења и појачања да упадне у анархистичке центре. Полиција би пратила анархисте до њиховог штаба, а затим би ударила брзо и брутално. Анархистима је суђено пред војним судом у којем је одустало од прелиминарне истраге, пресуде изречене у року од 2 дана, а казне извршене одмах. Уместо да подлегну срамоти хапшења, многи анархисти су више волели самоубиство када су сатерани у ћошак. Они који би били ухваћени обично би одржали узбудљив говор о правди и анархији пре него што би били погубљени, на начин Равашола и Емила Хенрија. До 1909. већина анархиста је била или мртва, прогнана или у затвору. Анархизам ће се поново појавити у Русији тек 1917.

### Фебруарска револуција
Године 1917. Петар Кропоткин се вратио у Петроград, где је помогао руској привременој влади Александра Керенског да формулише политику. Своју активност је прекинуо када су бољшевици дошли на власт.
Након абдикације цара Николаја у фебруару 1917. и накнадног стварања привремене владе, многи руски анархисти придружили су се бољшевицима у кампањи за даљу револуцију. Од репресије после Револуције 1905. године, нове анархистичке организације су полако и тихо расле у Русији, а 1917. године виделе су нову прилику за окончање државне власти.
Иако ће у наредној години почети да сматрају бољшевике издајницима социјалистичког циља, урбане анархистичке групе су у почетку виделе Лењина и његове другове као савезнике у борби против капиталистичког угњетавања. Схватајући потребу за широком подршком у његовој потрази за комунизмом, Лењин се често намерно позивао на анархистичка осећања у осам месеци између Фебруарске и Октобарске револуције. Многи оптимистични анархисти тумачили су Лењинов слоган „Сва власт Совјетима!“ као потенцијал за Русију којом управљају аутономни колективи без терета централне власти. Лењин је такође описао тријумф комунизма као коначно „одумирање државе“. Све ово време, међутим, анархисти су били опрезни према бољшевицима. Михаил Бакуњин, херој руског анархизма, изразио је скептицизам према научној, претерано рационалној природи марксизма. Он и његови следбеници преферирали су инстинктивнији облик револуције. Један од њих, Бил Шатов, описао је анархисте као „романтичаре Револуције“. Њихова жеља да се закотрљају постала је очигледна током Јулских дана, у којима су се петроградски војници, морнари и радници побунили у покушају да преузму тврдњу. власт за Петроградски совјет. Иако ово није био догађај вођен анархистима, анархисти Петрограда су одиграли велику улогу у подстицању људи у граду на акцију. У сваком случају, Лењина побуна није забављала и дао је инструкције укљученима да се стишају док им он не каже другачије.
Упркос извесној напетости између група, анархисти су у великој мери подржавали Лењина све до Октобарске револуције. Неколико анархиста је учествовало у рушењу Привремене владе, па чак и Војно-револуционарног комитета који је организовао пуч.

### Октобарска револуција
У почетку се неким анархистима чинило да би револуција могла инаугурисати друштво без држављанства о којем су дуго сањали. Под овим условима, склопљени су неки бољшевичко-анархистички савези. У Москви су најопаснији и најкритичнији задаци током Октобарске револуције пали на анархистички пук, предвођен старим либертаријанцима и управо су они истиснули беле из Кремља, митрополије и других одбрана. а анархистички морнар је био тај који је предводио напад на Уставотворну скупштину у октобру 1917. Неко време су се анархисти радовали, усхићени при помисли на ново доба које је Русија победила.
Бољшевичко-анархистички односи су се убрзо погоршали пошто су различите анархистичке групе схватиле да бољшевике не занима плурализам, већ централизована једнопартијска владавина. Неколико истакнутих анархистичких личности као што су Бил Шатов и Јуда Рошчин, упркос свом разочарању, охрабривали су анархисте да сарађују са бољшевицима у садашњем сукобу у нади да ће бити времена за преговоре. Али већина анархиста се прилично брзо разочарала у своје наводне бољшевичке савезнике, који су преузели Совјете и ставили их под контролу комуниста.
Осећај издаје дошао је до изражаја у марту 1918, када је Лењин потписао Брест-Литовски мир са Немачком. Иако су бољшевичке вође тврдиле да је споразум био неопходан да би се омогућило да револуција напредује, анархисти су га видели као претерани компромис који се супротставља идеји међународне револуције. После месеци све већег анархистичког отпора и све мањег бољшевичког стрпљења, комунистичка влада се одлучно поделила са својим либертаријанским агитаторима у пролеће 1918. У Москви и Петрограду је новоформирана Чека послата да распусти све анархистичке организације, што је у великој мери и успело.
У ноћи 12. априла 1918. Чека је извршила рацију у 26 анархистичких центара у Москви, укључујући Дом анархије, седиште Московске федерације анархистичких група. У улици Малаја Димитровка беснела је жестока битка. Око 40 анархиста је убијено или рањено, а око 500 је затворено. У борбама је такође убијено десетак агената Чеке. Анархисти су се придружили мењшевицима и левим социјалистичким револуционарима у бојкоту прославе Првог маја 1918. године.
У то време неки зараћени анархистички дисиденти су се наоружали и формирали групе такозване „црне гарде“ које су наставиле да се боре против комунистичке моћи у малим размерама како је почео грађански рат. Урбани анархистички покрет је, међутим, био мртав.

## Грађански рат
Антрополог Ерик Волф тврди да су побуњени сељаци „природни“ анархисти. Након што су у почетку благонаклоно гледали на бољшевике због њихових предложених земљишних реформи, до 1918. године сељаци су у великој мери презирали нову владу јер је постајала све централизованија и експлоататорска у својим односима са сеоским становништвом. Марксисти-лењинисти сељацима никада нису давали велике заслуге, а са грађанским ратом против Белих армија који је био у току, Црвена армија је првенствено користила сељачка села као снабдеваче житом, које је „реквирирала“, или другим речима, запленила силом.
Подједнако злостављане од стране Црвене и Беле армије које су нападале, велике групе сељака, као и дезертери Црвене армије, формирали су „зелене“ армије које су се подједнако одупирале црвенима и белима. Ове снаге нису имале велику политичку агенду као њихови непријатељи, углавном су једноставно хтеле да престану да их малтретирају и да им се дозволи да сами собом управљају. Иако је историја углавном игнорисала Зелене армије (а посебно совјетски историчари), оне су представљале огромну снагу и велику претњу победи Црвене у грађанском рату. Чак и након што је партија прогласила грађански рат завршеним 1920. године, Црвено-зелени рат је трајао неко време.
Генерали Црвене армије су приметили да су у многим регионима сељачке побуне биле под јаким утицајем анархистичких вођа и идеја. У Украјини, најозлоглашенији вођа побуњеника био је анархистички генерал по имену Нестор Махно. Махно је првобитно водио своје снаге у сарадњи са Црвеном армијом против Белих. У региону Украјине где су биле стациониране његове снаге, Махно је надгледао развој аутономног система власти заснованог на продуктивној координацији комуна. Према Питеру Маршалу, историчару анархизма, „Више од годину дана анархисти су били задужени за велику територију, што је био један од ретких примера анархије на делу у великим размерама у модерној историји.
Није изненађујуће да су бољшевици у Махновом експерименту у самоуправљању схватили као претњу коју треба елиминисати, а 1920. Црвена армија је покушала да преузме контролу над Махновим снагама. Они су се опирали, али су официри (не укључујући самог Махна) ухапшени и погубљени до краја 1920. Махно је наставио да се бори пре него што је следеће године отишао у изгнанство у Париз.

### Трећа руска револуција
Покушај Треће руске револуције почео је јула 1918. убиством немачког амбасадора у Совјетском Савезу како би се спречило потписивање Брест-Литовског мира. Одмах је уследио артиљеријски напад на Кремљ и заузимање зграда телеграфа и телефона од стране левих есера који су послали неколико манифеста у којима су апеловали на народ да устане против својих угњетача и уништи бољшевички режим. Али док московски народ није следио ову наредбу, сељаци јужне Русије су енергично одговорили на овај позив на оружје. Групе анархистичких терориста Црне армије и Безначалија су се распламсале једнако брзо и насилно као и 1905. Анархисти у Ростову, Јекатеринославу и Бријанску упали су у затворе да ослободе анархистичке затворенике и издали ватрене прогласе позивајући народ на устанак против бољшевичког режима. Анархистички борбени одреди су подједнако напали беле, црвене и Немце. Многи сељаци су се придружили револуцији, нападајући своје непријатеље вилама и срповима. У међувремену, у Москви су Казимир Ковалевич и Пјотр Собалев формирали анархисте као ударне трупе Револуције, инфилтрирајући се у бољшевичке редове и ударајући када се најмање очекивало. Ови анархисти су 25. септембра 1919. задали бољшевицима најтеже ударце револуције. Седиште Московског комитета Комунистичке партије је дигнуто у ваздух, при чему је убијено 12 и повређено 55 чланова Партије, укључујући Николаја Бухарина и Емилијана Јарославског. Подстакнути својим очигледним успехом, анархисти су прогласили нову "еру динамита" која ће коначно избрисати капитализам и државу. Бољшевици су одговорили покретањем новог таласа масовних хапшења у којима су први стрељани Ковалевич и Собалев. Са својим мртвим вођама и великим делом њихове организације у расулу, преостали анархисти дигли су себе у ваздух у последњој бици са Чеком, одневши са собом већи део своје сигурне куће. Бројни напади и атентати дешавали су се често све док се Револуција коначно није угасила 1922. Иако је револуција била углавном лева СР иницијатива, анархисти су имали подршку већег броја становништва и учествовали су у готово свим нападима. Леви есери организовани, а многи и самоиницијативно. Најпознатије личности Треће руске револуције, Лев Черњи и Фања Барон, обоје су били анархисти.

### У изгнанству
Након гушења анархистичког покрета у Русији, један број анархиста побегао је из земље у изгнанство, као што су Ема Голдман, Александар Беркман, Александар Шапиро, Волин, Марк Мрачни, Грегори Максимоф, Борис Јеленски, Сења Флешин и Моли Штајмер, који су радили на оснивању хуманитарних организација које су пружале помоћ анархистичким политичким затвореницима у Русији.
За разочаране руске анархистичке изгнанике, искуство Руске револуције је у потпуности оправдало ранију изјаву Михаила Бакуњина да је „социјализам без слободе ропство и зверство“. Руски анархисти који живе у иностранству почели су отворено да нападају „нове краљеве“ комуниста. Партија, критикујући НЕП као рестаурацију капитализма и поредећи Владимира Лењина са шпанским инквизитором Томасом де Торкемадом, италијанским политичким филозофом Николом Макијавелијем и француским револуционаром Максимилијеном Робеспијером. Они су се позиционирали као опозиција бољшевичкој власти, позивајући на уништење руског државног капитализма и његову замену радничким самоуправљањем од стране фабричких комитета и савета. Али док су анархистички изгнаници били уједињени у својим критикама бољшевичке владе и признању да је руски анархистички покрет пропао због своје неорганизованости, њихове унутрашње поделе су остале, а анархосиндикалисти око Грегорија Максимова, Ефима Јарчука и Александра Шапира основали су Раднике. Док су анархокомунисти око Петра Аршинова и Волина основали Анархистички гласник као свој огранак.
Анархосиндикалисти су настојали да реше питање анархистичке дезорганизације оснивањем нове међународне организације, која је кулминирала оснивањем Међународног удружења радника (ИВА) у децембру 1922. године. ИВА је анализирала догађаје руске револуције као пројекат изградње државног социјализма, а не револуционарног социјализма, позвала је на изградњу синдиката како би остварила краткорочне добитке док се градила ка генералном штрајку и прогласила њихов циљ друштвеним револуцију која би укинула централизоване државе и заменила их мрежом радничких савета. Максмиоф се касније преселио у Сједињене Државе, где је уређивао The Laborer's Voice публикацију на руском језику Индустријских радника света (ИВВ).
У међувремену, анархокомунисти око часописа Дело Труда почели су да развијају платформистичку тенденцију, позивајући на изградњу тесно координисане анархистичке организације, коју су углавном подржавали Петар Аршинов и Нестор Махно. Ова платформа је критикована као ауторитарна од стране бројних неслагања, укључујући Волина, Сењу Флешина и Моли Штајмер. Аршинов и Махнов краткотрајни одговор на ове критике привукао је пажњу других руских изгнаника као што су Александар Беркман и Ема Голдман, који су их осудили као „бољшевике“ и „милитаристе“.
Током касних 1920-их, један број анархистичких изгнаника одлучио је да се врати у Русију и затражио дозволу од совјетске владе. Уз помоћ десног опозиционара Николаја Бухарина, Ефиму Јарчуку је дозвољено да се врати 1925. године, након чега се придружио Комунистичкој партији. Године 1930. Аршњиов се такође вратио у Русију под амнестијом и придружио се Комунистичкој партији, остављајући Дело Труда у уредничким рукама Грегорија Максимова. Под Максимовом, публикација је заузела значајан синдикалистички став, а истовремено је понудила платформу другим анархистичким тенденцијама, поставши најважнија публикација руских анархистичких изгнаника. Максимоф је покушао да премости поделу између анархосиндикалиста и анархокомуниста, објављујући друштвено уверење, где је покушао да синтетизује то двоје у складу са ранијим радовима Петра Кропоткина. Максимоф је предложио оснивање земљорадничких задруга и фабричких комитета који би могли да надгледају побољшање услова и скраћивање радног времена током транзиције у комунизам, замену затвора установама јавне социјалне заштите и распуштање стајаће војске у корист „народне милиције“, и преузимање дистрибуције производа од стране мреже стамбених и потрошачких задруга. Такође је осудио Комунистичку интернационалу и тврдио да је ИВА прави наследник Прве интернационале Карла Маркса и Михаила Бакуњина, због њихове привржености идеји да је „ослобођење радничке класе задатак самих радника“, осуђујући централизацију као неизбежну бирократију – о чему сведоче догађаји у Русији. У каснијим годинама, Максимов је објавио своју историју Совјетског Савеза Гиљотина на делу и уредио сабрана дела Михаила Бакуњина.
Остаци руских анархистичких изгнаника почели су да јењавају током 1930-их, како су њихови часописи постајали све ређи и пунили се репликацијама старих текстова, њихове активности су се углавном састојале од прослављања годишњица прошлих догађаја, а њихове критике су све више упућиване на Јосифа Стаљина и Адолфа Хитлера. Догађаји Шпанске револуције накратко су оживели покрет изгнанства, али након пораза републиканаца у Шпанском грађанском рату, изгнаници су углавном престали са активностима. Током овог периода један број прогнане анархистичке старе гарде је почео да одумире, укључујући Александра Беркмана и Ему Голдман током касних 1930-их, и Волина, Александра Шапира и Грегорија Максимова након победе савезника у Другом светском рату. Преживели Аба Гордин се од тада удаљио од комунизма, објављујући критику марксизма 1940. године у којој се закључује да је то идеологија „привилеговане класе политичко-економских организатора“, а не радника, и даље окарактерисана руска револуција као „менаџерска револуција“. Гордин је све више гравитирао национализму, што је кулминирало његовим усвајањем ционизма и његовом коначном емиграцијом у Израел, где ће умрети 1964. године.

## Совјетски Савез
Након гушења Кронштатске побуне, 10. конгрес Комунистичке партије спровео је Нову економску политику (НЕП), која је окончала ратни комунизам и трансформисала совјетску економију у облик државног капитализма. Многи од „совјетских анархиста“ који су претходно тражили помирење са бољшевичком владом брзо су постали разочарани политиком НЕП-а, коју су сматрали кораком уназад од својих револуционарних циљева, и касније су дали оставке на своје функције како би се бавили научним активностима.
Конгрес је такође покренуо сузбијање сваке преостале опозиције бољшевичкој власти, која је забранила унутрашње партијске фракције као што је Радничка опозиција и наредила чистку од анархистичких и синдикалистичких елемената. Анархисте је сакупила Чека и судио им Револуционарни суд, а многи су или осуђени на унутрашње изгнанство или послани у концентрационе логоре, где су издржали тешке животне услове. Анархистички политички затвореници у затворском логору Соловки протестовали су против свог интернирања серијом штрајкова глађу, од којих су неки чак извршили самоспаљивање, што је довело до њиховог уклањања са Соловецких острва и њиховог расејања у разне друге Гулаге на Уралу и Сибиру. Неке кључне личности анархистичке старе гарде почеле су да одумиру током овог периода, укључујући Петра Кропоткина, Варлама Черкезишвилија, Јана Вацлава Мачајског и Аполона Карелина.
Бољшевичка влада је дозволила да се неке анархистичке активности мирно наставе током 1920-их. Књижара у власништву Голос Труде остала је отворена и објављивала је сабрана дела Михаила Бакуњина, рад Кропоткиновог музеја је био настављен без сметњи, а један број истакнутих анархиста је добио дозволу да јавно протестује против погубљења италијанско-америчких анархиста Николе Сака и Бартоломео Ванцетија. Међутим, до 1928. избио је фракцијски спор око контроле над Кропоткиновим музејом, упркос покушајима Кропоткинове удовице Софије да обезбеди рад музеја, а следеће године власти су трајно затвориле установе у власништву анархиста. Толстојански покрет је такође био принуђен да пресели своју животну и радну комуну у Сибир, где је један број њихових чланова ухапшен.
Након успостављања Совјетског Савеза, Владимир Лењин је остао неспособан због можданог удара, а тројка коју су чинили Лав Камењев, Јосиф Стаљин и Григориј Зиновјев преузела је контролу над државом. Влади Тројке су се накратко супротставили одборнички комунисти Радничке групе, али су брзо избачени из Комунистичке партије и на крају потпуно потиснути. Када је Лењин умро од својих болести, избила је борба за власт између различитих фракција Комунистичке партије: деснице коју је предводио Николај Бухарин, центра предвођеног Тројком и левичарске предвођене Лавом Троцким.
Када се Стаљин удружио са десничарском политиком социјализма у једној земљи, Тројка се распала, а Камењев и Зиновјев су формирали „Уједињену опозицију“ у коалицији са левицом. Опозиција је захтевала слободу изражавања унутар странке, позивала на прекид Нове економске политике (НЕП) и предлагала брзу индустријализацију привреде и смањење државне бирократије. „Анархобољшевик“ Виктор Серж се касније придружио опозицији по повратку у земљу, али је предвидео њен пораз од стране реакционарних снага унутар партије. Опозиција је поражена на 15. партијском конгресу, при чему су многи њени чланови избачени из партије и присиљени у егзил, где је Серж постао отворени критичар ауторитарног начина на који је Стаљин управљао земљом – описујући совјетску власт као „тоталитарну“. Због објављивања платформе опозиције ухапшен је и анархосиндикалиста Максим Рајевски, који је раније уређивао Голос Труде и Буревестник публикације.
Са очишћеном опозицијом, Јосиф Стаљин је завршио свој успон на власт. Потом је раскинуо са новом економском политиком (НЕП) и усмерио привреду ка петогодишњем плану брзе индустријализације и присилне колективизације, означивши почетак стаљинистичке ере. Увођење тоталитаризма у Совјетски Савез брзо је окончало анархистичке активности које су толерисане током 1920-их под НЕП-ом, пошто је покренут нови талас политичке репресије, са многим анархистима који су ухапшени и интерно прогнани у Сибир и Централну Азију. Док је био у интерном прогонству у Тоболску, анархиста Дмитриј Венедиктов је ухапшен под оптужбом да је „Ширио гласине о зајмовима и незадовољству совјетским режимом“ и у року од три дана осуђен на погубљење без жалбе.
Током Велике чистке, многи који су учествовали у револуцији били су ухапшени и погубљени, укључујући известан број старих бољшевика, троцкиста и анархиста. Известан број припадника анархистичке старе гарде као што су Александар Атабекијан, Герман Аскаров и Алексеј Боровој је забележено да су умрли током чистке, док су други, попут Арона Барона, нестали по изласку из затвора. Чак су и Ефим Јарчук и Петар Аршинов, који су обојица доживели зближавање са бољшевицима и вратили се у Совјетски Савез, такође нестали током чистке. До 1937. године, Животно-радна комуна је претворена у државну колективну фарму, њени чланови су ухапшени и послани у радне логоре, а њихова насеља су потпуно распуштена. А до 1938. године, неколико преосталих људи који су одржавали Кропоткин музеј и сами су постали предмет репресије, што је довело до затварања музеја након смрти Софије Кропоткин.
Али упркос елиминацији старе анархистичке гарде током чистке, анархистичка активност се наставила у смањеном обиму. Нова генерација анархиста се појавила унутар Гулага, а неки су учествовали у 15-дневном штрајку глађу у Казненом изолатору у Јарослављу. Након победе савезника у Другом светском рату, многи ратни заробљеници које је ослободила Црвена армија касније су депортовани у логоре Гулаг у Сибиру. Тамо је известан број марксистичких и анархистичких заробљеника основао Демократски покрет северне Русије, који је организовао устанак 1947. који се проширио на неколико логора пре него што га је војска угушила. Анархистичке тенденције су се касније прошириле кроз многе сибирске логоре, а кулминирале су 1953. када је Стаљинова смрт донела са собом талас устанака, од којих су неки укључивали и учешће анархиста. Конкретно, у устанку у Норилску активно је учествовао један број украјинских махновиста.
Борба за власт која је уследила након Стаљинове смрти окончана је консолидацијом контроле од стране Никите Хрушчова, који је спровео реформски програм који је ублажио политичку репресију и цензуру, ослободио милионе политичких затвореника из Гулага и започео дестаљинизацију совјетског друштва. Дисидентски протестни покрет је почео да се појављује у јавној сфери по први пут после деценија, при чему су бројни либертаријански комунисти инспирисани југословенским социјалистичким самоуправљањем развили анти-етатистичке тенденције, а неки су чак себе називали анархистима.
Студенте у Лењинграду и Москви је посебно привукао анархизам, који је разрађиван у универзитетским дискусионим групама. Године 1958, колектив са Московског државног универзитета формирао је тајну анархо-синдикалистичку групу, али ју је КГБ угушио у року од годину дана. Након пуштања оснивача групе Анатолија Михајловича Иванова из психијатријске болнице 1960. године, група је накратко наставила са активностима, што је кулминирало завером за убиство Никите Хрушчова из 1961. године, која је откривена, а завереници ухапшени.
Хрушчов је покренуо разбијање анархистичког покрета у настајању, при чему су многи припадници нове генерације завршили у логорима Гулага, често под оптужбом за „антисовјетску пропаганду“. С обзиром да је отворено идентификовање као анархиста било опасно, неки анархисти су се идентификовали са покретом за људска права у настајању. Анархисти у Лењинграду су ухапшени због пружања помоћи дисиденту Јурију Галанскову, а један анархистички лучки радник је ухапшен због агитације међу својим колегама.
Током ере стагнације, колектив лењинградских студената је 1978. основао нову групу познату као „лева опозиција“. Предвођени либертаријанским социјалистом Александром Скобовим, основали су комуну у граду, која је служила као место окупљања левичарски совјетски дисиденти, и издали сопствени часопис Перспективи. Часопис је објавио чланке више различитих аутора различитих тенденција, укључујући анархистичке ауторе попут Михаила Бакуњина, Петра Кропоткина и Данијела Кон-Бендита, као и марксистичке ауторе попут Лава Троцког и Херберта Маркузеа. Идеје објављене у њиховом програму окарактерисане су као „ултралевице“, које се позиционирају против совјетске државе и залажу се за слободу удруживања и право на самоопредељење. Неки радикалнији чланови групе, инспирисани фракцијом Црвене армије, чак су позивали на употребу оружане борбе и илегалних метода против државе, али су њени лидери Аркадиј Цурков и Александар Скобов подстицали ненасиље. Група је планирала да организује конференцију која би окупила левичарске дисидентске групе из целе Уније, али планирану конференцију је одложила ортодоксна марксистичка група и на крају је у потпуности отказана због политичке репресије која је спречавала делегате да дођу. На комуну је извршена рација, њени чланови су ишли за њима, а њихове вође осуђене на године у Гулагу.
Када је Михаил Горбачов преузео дужност лидера Совјетског Савеза, спровео је низ реформи које су укључивале „убрзање“, „реструктурирање“, „транспарентност“, „ново размишљање“ и „демократизацију“. Ово је дало простор новом „неформалном“ опозиционом покрету да се појави на политичкој сцени уз подршку народа, који делује унутар званичних организација како би „окренуо језик социјалистичке идеологије против совјетске државе“, постављајући основу за оживљавајући анархистички покрет. Један број „неформалних“ слободарских марксиста у оквиру московске секције Марксистичке радничке партије почео је да издаје часопис „Комуна“, полако гравитирајући ка анархосиндикализму и на крају успоставивши Конфедерацију анархосиндикалиста (КАС) у јануару 1988. брзо нарастао на 2.000 чланова.
Како је Комунистичка партија почела да губи контролу над моћи, и суочени са растућим национализмом, руски анархисти су позвали на децентрализацију и федерализам као пут напред, још једном предлажући ранији модел Михаила Бакуњина за реорганизацију региона у „лабаву федерацију аутономних република“. Али након покушаја совјетског државног удара 1991. године, током којег су припадници КАС-а бранили барикаду у Белој кући, распад Совјетског Савеза је ступио на снагу и Руска Федерација је успостављена.

### Руска федерација
Савремене анархистичке групе у Русији укључују Конфедерацију револуционарних анархо-синдикалиста (КРАС-МАТ) и либертаријанску комунистичку аутономну акцију, обе које заговарају директну акцију, штрајкове и антифашистичке акције. Сибирска конфедерација рада повезује анархосиндикалисте широм Русије. Процењује се да је између 800 и 1.000 Руса било активних анархиста почетком 2010-их.
Руска анархистичка група Аутономна акција (рус. Автономное дејствие) играла је главну улогу у руском протестном покрету 2011-2013 против режима Владимира Путина. У августу 2013. године на XII Конгресу аутономне акције дошло је до унутарорганизационог сукоба који је прерастао у раскол у организацији. Неколико месеци у Русији су деловале две организације које су носиле назив „Аутономна акција“ и стајале на сличним слободарско-комунистичким позицијама. Међутим, 27. октобра 2013. године отцепљени део учесника је усвојио назив Аутономна акција (социјално-револуционарна) (АДСР).(касније је ова организација преименована у „Народна самоодбрана“.
Дана 31. октобра 2018, Михаил Жлобицки, седамнаестогодишњи студент, извршио је самоубилачки напад на локални штаб ФСБ-а у Архангелску. У поруци на друштвеним мрежама коју је Жолбицки наводно објавио пре напада, наводи се да је он анархокомуниста и да је извршио напад на ФСБ због њихове упорне употребе мучења и измишљања доказа.